# Plastelína

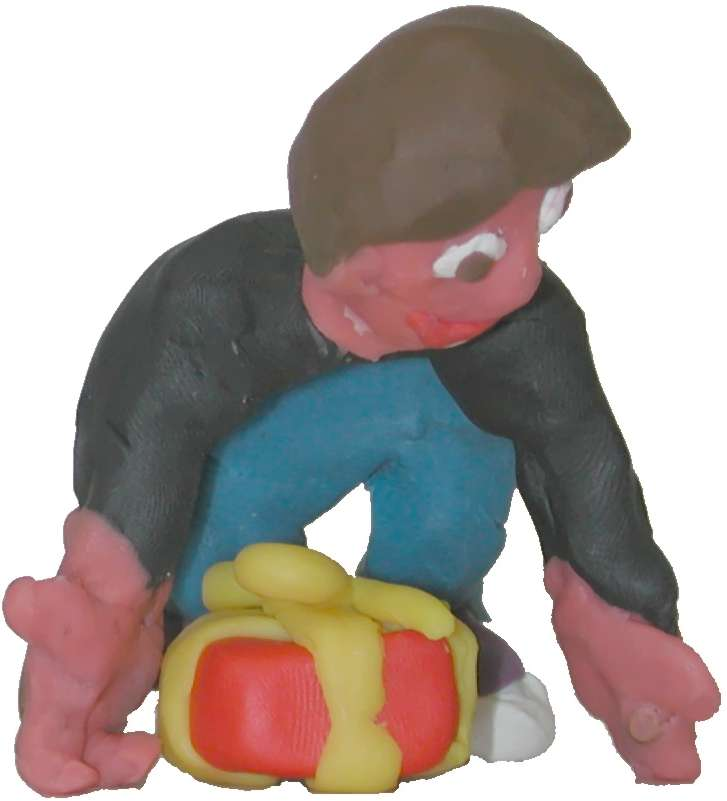
Postavička vymodelovaná z plastelíny

Plastelína je hrudka plastické hmoty používaná jako hračka pro modelování a vytváření libovolně tvarovaných předmětů, ale také jako pomocník při vytváření uměleckých návrhů a modelů. Plastelína se prodává v pestrobarevných blocích, které se mohou spojovat a kombinovat, což dává další tvůrčí možnosti.
Dříve se místo plastelíny využíval jíl, který měl podobné vlastnosti, ale měl nevýhodu, že po vysušení byl již nepoužitelný, kdežto plastelína zůstává v plastickém stavu po dlouhou dobu. 
Plastelína se skládá z 65 % plniva (sádra), 10 % vazelíny, 5 % vápna, 10 % lanolinu a 10 % kyseliny stearové.
Původní (anglické) jméno je chráněná obchodní značka, ale často se používá obecně jako označení pro modelovací hmotu (převážně v Evropě a zemích Commonwealthu), v USA se většinou označuje jako modelína. Plastelína byla vyrobena prvně učitelem umění Williamem Harbuttem v Anglii v roce 1897.
Zvláštním druhem plastelíny je tzv. inteligentní plastelína.